# Језавеља
Језавеља је била жена у Старом завету из Феникије. Била је жена Ахава, израелског цара, који је владао док је Илија био пророк. Удаја Језавеље за Ахава је више него било који други догађај утицала на рушење северног Израеловог царства; Језавеља је у Израел из своје земље унела најгоре облике клањања идолима и то на местима где се клањало Јахви. Језавеља је убила многе од Божјих пророка, покушала да убије Илију и њена опакост се завршила њеном страшном смрћу.
Према библијском наративу, Језавеља је, заједно са својим мужем, увела обожавање Вала и Ашере на националном нивоу. Поред тога, насилно је очистила Јахвеове пророке из Израела, наневши штету угледу династије Омриде. Због ових преступа, династија Омриде је уништена, а сама Језабел је претрпела смрт дефенестацијом.
Касније, у Књизи Откровења, Језавеља је симболично повезана са лажним пророцима.

## Спомињање у Библији
Језавеља је уведена у библијски наратив као феничанска принцеза, ћерка Итобала I, краља Тира (1. Краљевима 16:31 каже да је била „Сидонка“, што је библијски израз за Феничане). Према генеалогијама датим у Јосифу Флавијеву и другим класичним изворима, она је била пратетка Дидоне, краљице Картагине. Као ћерка Итобала I, била је и сестра Бал-Есера II. Језавеља се на крају удала за краља Ахава из Самарије, северног израелског краљевства.
Церемонија венчања Ахава и Језавеље забележена је, према блискоисточном научнику Чарлсу Р. Крахмалкову, у Псалому 45 иако други научници сумњају у ову повезаност. Овај брак је био кулминација пријатељских односа који су постојали између Израела и Феникије током Омријеве владавине, и вероватно је учврстио важне Ахавове политичке планове. Језавељи су, као и Соломонове жене иностранице, биле потребне просторије за обављање свог облика обожавања, па је Ахав направио балистички олтар у Валовој кући коју је саградио у Самарији. Џефри Бромили истиче да је феничанска пракса била да се краљевска жена поставља за свештеницу Астарте, тако да би она имала активнију улогу у односима између храмова и палата него што је то уобичајено у хебрејској монархији.

### Илија
Њено крунисање за краљицу је пореметило равнотежу моћи између јахвизма и бализма. Као обожавалац Вала, Језавеља је имала значајну моћ и утицај, које је користила како би подржала Валов култ и елиминисала његове ривале, користећи методе које Библија описује бруталним изразима. Обадија, про-Јахвистичка фигура на Ахавовом краљевском двору, тајно је штитио преживеле од ових чистки у пећини.
Као резултат тога, Илија је позвао Језавељине пророке Вала и Ашеру на изазов на планини Кармел. Изазов је био да се види који ће бог, Јахве или Вал, спалити жртву бика на олтару. Језавељини пророци нису успели да призову Вала да спале жртву бика, упркос њиховим вапајима и сечењима. Илија је, међутим, успео када је позвао Јахвеа, импресионирајући Израелце. Затим је наредио људима да ухвате и убију пророке Вала и Ашере на реци Кишон. Након што су пророци убијени, Језавеља се заклела да ће Илија постати као њени пророци (тј. убијен), чак и ако је то значило да прихвати божански суд над собом ако то не учини. Илија је побегао да би спасио свој живот у пустињу, где је оплакивао оданост Израела Валу и јадиковао због тога што је једини остао обожавалац Јахве.

### Набот
Након што је прошло неодређено време, пошто је Ахава неименовани пророк приметно прекорио што је пустио Бен-Хадада да преживи (Бен-Хадад је планирао да ухвати Ахавове „жене“, укључујући Језавељу, након опсаде Самарије), он је посетио Навутејеву резиденцију. Резиденција се налазила у близини краљевске палате у граду Језраелу. У жељи да стекне Навутејев виноград како би могао да прошири своје баште, Ахав је затражио да купи Навутејев виноград, у замену за квалитетнији виноград или новчану надокнаду. Навутеј је одбио, што је оправдао обавештавањем Ахаба да је његов виноград власништво предака.
Ахав се вратио у своју палату, смркнут и потиштен Навутејевим одговором. Језавеља је одлучила да га утеши тако што је организовала да Навутеј буде заробљен и касније погубљен под (лажним) оптужбама за богохуљење на Бога и краља. Након што је Набот погубљен ван града, његов леш су лизали пси луталице. Језавеља је тада обавестила Ахава да може успешно да преузме посед над Навутејевим виноградом. Ипак, Илија је осудио Ахава за крађу и убиство. Као казну, Бог је одредио Ахавову смрт и уништење његове краљевске лозе. Језавељина смрт је такође била одређена, а њен леш ће прогутати пси.

### Смрт
Три године касније, Ахав је погинуо у бици. Његов син Охозија је наследио престо, али је умро несрећно и Ахозију је наследио његов брат Јорам. Јелисеј, Илијин наследник, наредио је једном од његових ученика да помаже за краља Јехуа, заповедника Јорамове војске, да буде носилац божанске казне против Ахавове породице. Јеху је убио Јорама и његовог нећака Охозију (краља Јуде и Аталијевог сина, која је вероватно била ћерка Језавељина). Касније је пришао краљевској палати у Језраелу да би се супротставио Језавељи.
Знајући да Јеху долази, Језавеља се нашминкала и узела свечану перику са украсима и погледала кроз прозор, ругајући му се. Бромилеј каже да на то треба гледати мање као на покушај завођења, него на јавно појављивање краљице мајке, обложене ауторитетом краљевске куће и култа, суочавајући се са бунтовним командантом. У свом двотомном Водичу кроз Библију (1967. и 1969), Исак Асимов описује Језавељин последњи чин: облачење у сву своју одећу, шминку и накит, као намерно симболично, што указује на њено достојанство, краљевски статус и одлучност да оде из овог живота као краљица.
Јеху је касније наредио Језавељиним слугама евнусима да је баце са прозора. Њена крв је прскала по зиду и коњима, а Јехујев коњ је згазио њен леш. Ушао је у палату где је, пошто је јео и пио, наредио да се Језавељино тело однесе на сахрану. Његове слуге су откриле само њену лобању, стопала и дланове — њено месо су појели пси луталице, баш као што је пророк Илија прорекао. Едвин Р. Тил датира Језавељину смрт око 850. године пре нове ере.

## У популарној култури
Бети Дејвис је глумила јужњачку лепотицу из доба плантажа по имену Џули у филму Jezebel (1938). Њена тетка каже да је низ Џулиних преступних поступака натерао да направи поређење између Џулије и „Језавеље, жене која је чинила зло пред Господом“.
Америчка госпел вокална група Golden Gate Quartet објавила је 1941. сингл под називом "Jezebel" који приповеда причу о Језавељи.
Френки Лејн је снимио песму "Jezebel" (1951), коју је написао Вејн Шенклин, која је постала хит песма. Песма почиње:
| „ | Ако се ђаво икада родио без рогова, Била си ти, Језавеља, то си била ти. Ако је икада пао анђео, Језавеља, била си ти, Језавеља, била си ти! | ” |

Популарни историчар Лесли Хејзлтон написао је ревизионистички извештај Језавеља: Неиспричана прича о библијској краљици блудници (2004), представљајући Језавељу као софистицирану краљицу која се бори у смртној борби са фундаменталистичким пророком Илијом.
Популарни репер Кање Вест спомиње Језавељу у песми Closed On Sunday, где на крају песме хор пева: "Језавеља неће имати ни шансе".
На такмичењу за Песму Евровизије 2022. године, Финску је представљала рок група The Rasmus са песмом Језавеља. Коаутор песме, Дезмонд Чајлд, објаснио је значење песме као омаж снажним женама данашњице, које поседују своја тела и која су одговорне за своју сензуалност, сексуалност и које су одлучиле да буду једнаке.